# Центральна пошта (Скоп'є)
Центральне поштове відділення у Скоп'є — будівля модерністичного бруталізму, архітектурного стилю повоєнної доби. Її розробив північномакедонський архітектор та художник Янко Константинов. Була також доопрацьована 1974 року.

## Опис
Масивна споруда будівлі виконана із залізобетону у формі квітки лотоса. Її збудовано як адміністративний зал зустрічі для Телекомунікаційного та поштового центру Федеративної Республіки Македонія. форма лотоса мала на меті символізувати відбудову міста Скоп'є після сильного землетрусу, який завдав шкоди місту та його інфраструктурі 1963 року.
Має важливе значення для візуального та символічного архітектурного пейзажу та ансамблю бруталізму у самому серці Скоп'є, а також для спадщини Європи та за її межами. Будівля також є знаковою як символ стійкості після землетрусу. Вона зазнала масштабної пожежі 2013 року. Однак оригінальний купол та фрески дизайнера інтер'єру Борка Лазескі, а також виготовлені на замовлення меблі та освітлення були або повністю втрачені, або зазнали серйозних пошкоджень.
Будівля Центрального поштового відділення, включаючи основні внутрішні та настінні розписи, сьогодні знаходиться під ризиком зникнення через ерозію, спричиненої підняттям підземних вод через безпосередню близькість річки Вардар. Оскільки будівля все ще не має даху, вона потерпає через прямий вплив атмосферних опадів, як-от дощі та сніг, що потрапляють досередини.

## Галерея

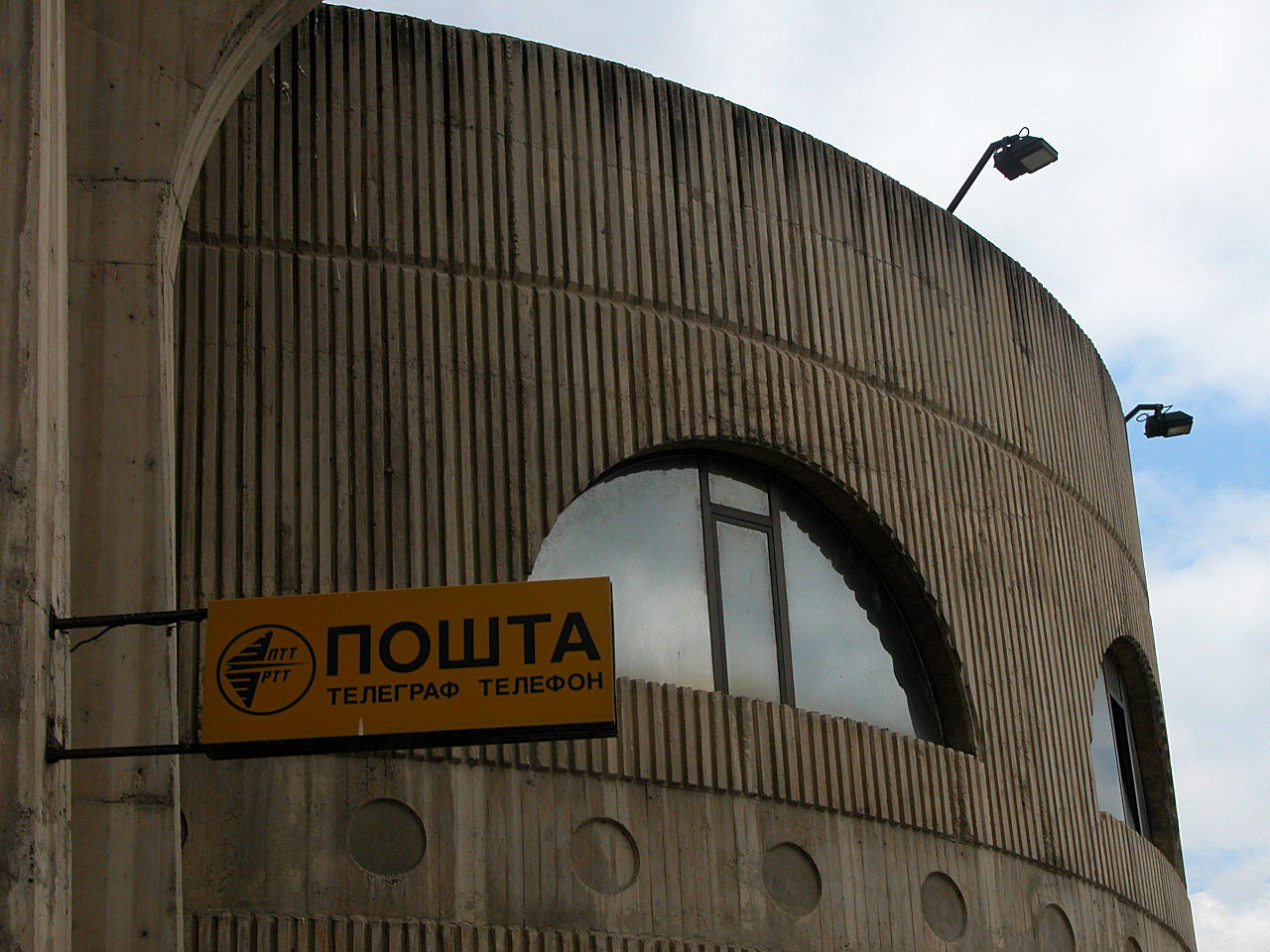
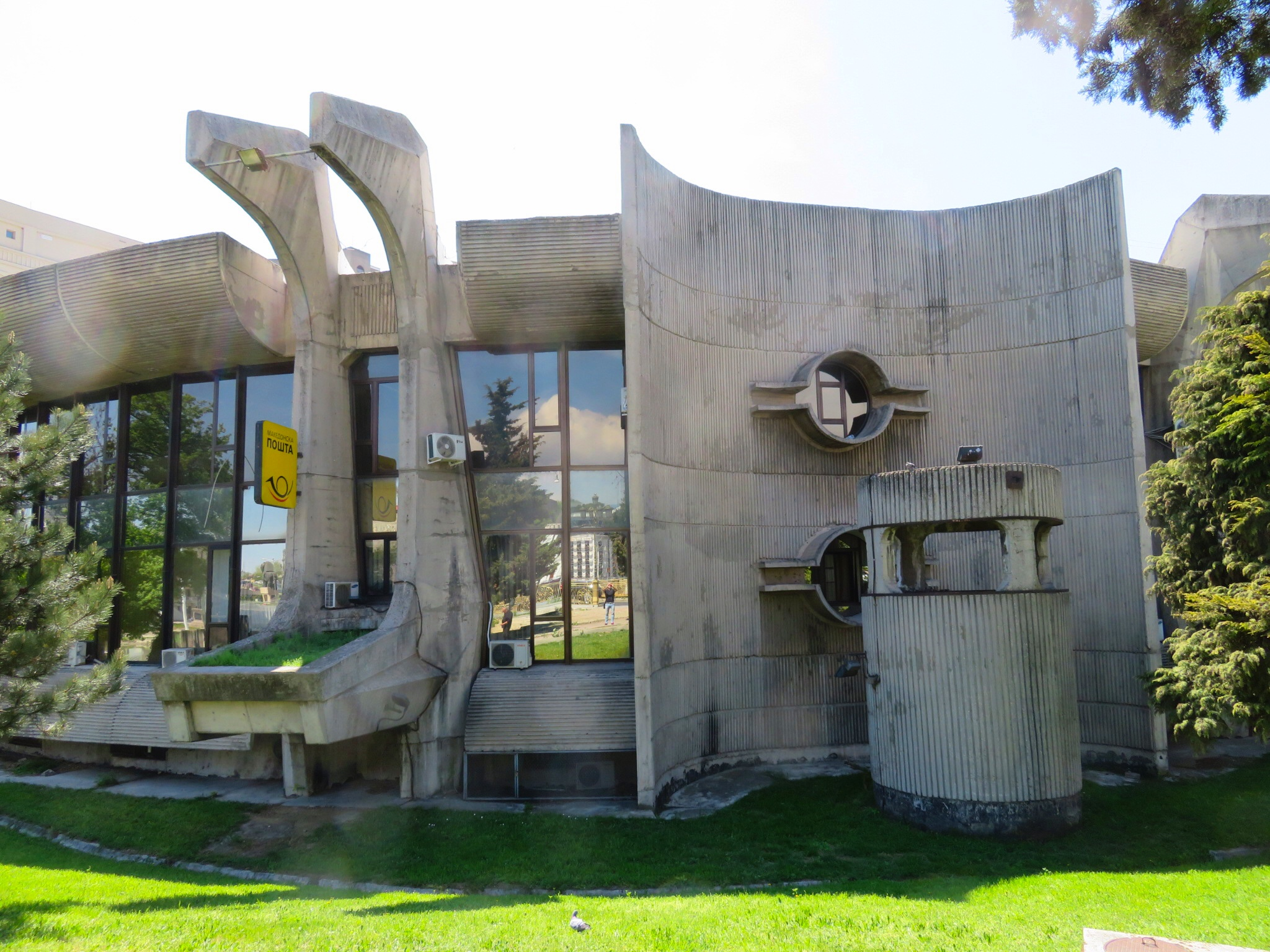
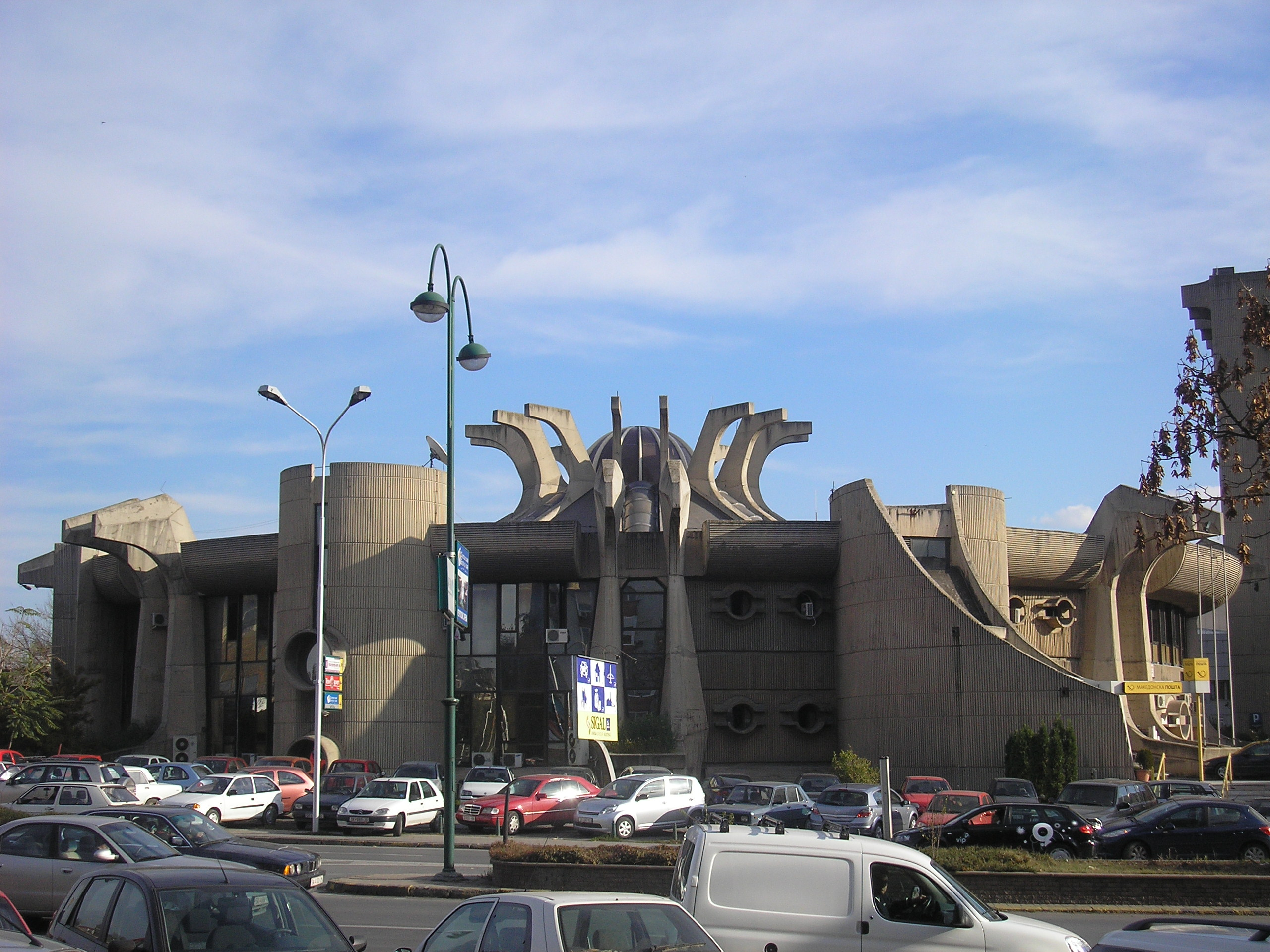
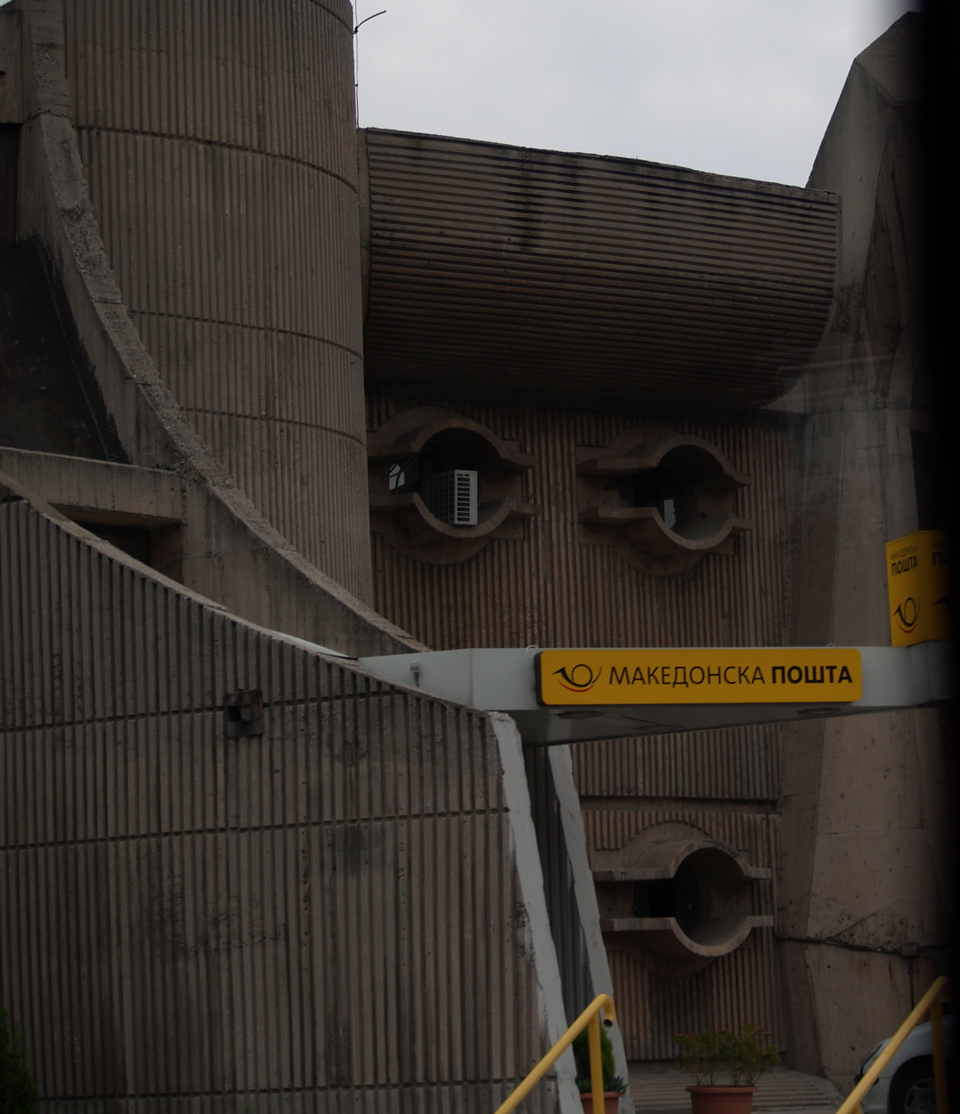